# Farrah Moan
Farrah Moan, född Cameron Clayton, 11 september 1993, är en amerikansk dragqueen och internetpersonlighet. Hon är mest känd för att ha medverkat i den 9e säsongen av TV-serien Rupaul's Drag Race och 4e säsongen av All Stars. Utanför serien är hon känd för sin likhet med Christina Aguilera, något som uppmärksammades i premiären av 10e säsongen av Rupaul's Drag Race där Christina Aguilera medverkade som gästdomare men introducerades för deltagarna med namnet "Farrah Moan".
Moan identifierar sig som transperson, något som hon kom ut med i en intervju med Maddy Morphosis 2023. Hon använder sig av de personliga pronomina hon/henne, på engelska she/her.